# Tyfonen Mangkhut
Tyfonen Mangkhut (i Filippinerne: Ompong) var en supertyfon, der medio september 2018 huserede omkring Guam, Marshalløerne, Taiwan, Filippinerne og Kina (Hongkong og Macau). Tyfonen havde en diameter på 900 km, hvoraf øjet havde en diameter på 125 km. Tyfonen havde en middelvind på over 200 km/t. Tyfonen forventedes at påvirke millioner af mennesker i Filippinerne og i Kina. Tyfonen svarede til en kategori 5-orkan på Saffir-Simpson-skalaen. Tyfonen gik i land 14. september 2018 om aftenen, dansk tid, i Cagayan-provinsen i den nordlige del af Filippinerne, hvor det var den 15. storm i landet i 2018. 10.000 mennesker blev evakueret og over tyve flyafgange aflyst i Filippinerne forud for tyfonens ankomst. Der blev varslet om stormflod i seks meters højde i Filippinerne.
Ved middagstid 15. september 2018 blev det oplyst, at tyfonen havde forårsaget tolv personers død, heraf to redningsarbejdere.
Siden 23. september 2018 er der opgjort mindst 134 dødsfald som følge af tyfonen, herunder 127 på Filippinerne, 6 i Kina og 1 i Taiwan.